# Svartstrimmig honungsfågel
Svartstrimmig honungsfågel (Ptiloprora perstriata) är en fågel i familjen honungsfåglar inom ordningen tättingar.

## Utseende och läte
Svartstrimmig honungsfågel är en medelstor grå honungsfågel med kraftiga streck över hela kroppen, utom på strupen och de rostfärgade flankerna. Näbben är lång och nedåtböjd . Arten liknar både rostryggig honungsfågel och rostsidig honungsfågel, men svartstrimmig honungsfågel är större, med grått öga och saknar rostrött på ovansidan. Lätet består av en fallande sorgsam vissling, "piiiiiiuuuuu", ibland avgiven i serier. Även nasala "wek!" kan höras.

## Utbredning och systematik
Svartstrimmig honungsfågel behandlas antingen som monotypisk eller delas in i tre underarter med följande utbredning:
- Ptiloprora perstriata praedicta – förekommer på nordvästra Nya Guinea (Wandammen-bergen)
- Ptiloprora perstriata incerta – förekommer i bergen på väst-centrala Nya Guinea
- Ptiloprora perstriata perstriata – förekommer i bergen på centrala och östra Nya Guinea

## Levnadssätt
Svartstrimmig honungsfågel hittas i bergsskogar och subalpina buskmarker. Den ses födosöka vid blommande snår, ofta med rest stjärt.

## Status
Arten har ett relativt begränsat utbredningsområde, men beståndet anses vara stabilt. IUCN kategoriserar arten som livskraftig.